# Hinolon
Hinolon je familija sintetičkih antibiotika širokog spektra Prva generacija hinolona je počela uvođenjem nalidiksinske kiselne tokom 1962 za lečenje infekcija urinarnog trakta kod ljudi. Nalidiksinsku kiselinu je otkrio Džordž Lešer sa saradnicima tokom pokušaja sinteze hlorohina.
Oni sprečavaju odvijanje i dupliranje bakterijske DNK.
Hinoloni, u poređenju sa drugim klasama antibiotika, nose veći rizik od kolonizacije sa MRSA i Clostridium difficile. Večina hinolona u kliničkoj upotrebi pripada grupi fluorohinolona, koji imaju atom fluora vezan za centralni prsten, tipično u poziciji 6, ili na C-7.